# 58. Infanterie-Brigade (Deutsches Kaiserreich)
Die 58. Infanterie-Brigade war ein Großverband der Preußischen Armee.

## Geschichte
Die 58. Infanterie-Brigade wurde nach dem Deutsch-Französischen Krieg am 1. Juli 1871 in Mülhausen im Elsass aufgestellt und hatte dort bis zum Kriegsende ihren Standort.
Sie war Teil der 29. Division mit Sitz in Freiburg/Breisgau, die dem XIV. Armee-Korps (Sitz in Karlsruhe) zugeordnet war. Dieser Truppenverband gehörte zur 7. Armee.

## Gliederung
1871
- Infanterie-Regiment „Graf Barfuß“ (4. Westfälisches) Nr. 17
- 4. Badisches Infanterie-Regiment „Prinz Wilhelm“ Nr. 112
- 4. Badisches Infanterie-Regiment Prinz Wilhelm Nr. 112
- 5. Badisches Landwehr-Regiment Nr. 113

1872 bis 1887
- 4. Westfälisches Infanterie-Regiment Nr. 17
- 4. Badisches Infanterie-Regiment Prinz Wilhelm Nr. 112
- 4. Badisches Landwehr-Regiment Nr. 112[1]

1888
- 4. Westfälisches Infanterie-Regiment Nr. 17
- 6. Badisches Infanterie-Regiment „Kaiser Friedrich III.“ Nr. 114
- 6. Badisches Landwehr-Regiment Nr. 114[2]

1889 bis zur Kriegsgliederung 1914
- 4. Badisches Infanterie-Regiment Prinz Wilhelm Nr. 112
- 7. Badisches Infanterie-Regiment Nr. 142

Kriegsgliederung 1918
- 4. Badisches Infanterie-Regiment „Prinz Wilhelm“ Nr. 112
- 5. Badisches Infanterie-Regiment Nr. 113
- Infanterie-Regiment Nr. 142
- 4. Eskadron Jäger-Regiment zu Pferde Nr. 5

### Erster Weltkrieg
Die Brigade kämpfte im Verband der 29. Division an der Westfront bis zu ihrer Verlegung an die Ostfront Ende Januar 1915.
Zu den Kampfhandlungen, Gefechten und Schlachten siehe Kampfgeschehen der 29. Division

## Kommandeure
| Name                           | Datum                                                 |
| ------------------------------ | ----------------------------------------------------- |
| Theodor von Sell               | 03. Juni 1871 bis 12. März 1877                       |
| Oktavio von Boehn              | 13. März 1877 bis 10. Dezember 1880                   |
| Rudolf von Reibnitz            | 11. Dezember 1880 bis 14. April 1886                  |
| Karl von Prittwitz und Gaffron | 15. April 1886 bis 13. April 1887                     |
| Richard von Westernhagen       | 14. April 1887 bis 31. März 1890                      |
| Friedrich Girschner            | 01. April 1890 bis 16. November 1891                  |
| Otto Berger                    | 17. November 1891 bis 17. August 1895                 |
| Ernst Bock von Wülfingen       | 18. August 1895 bis 16. Juni 1897                     |
| Martin Köpke                   | 17. Juni 1897 bis 24. Juli 1898                       |
| Ernst von Voigt                | 25. Juli 1898 bis 13. November 1901                   |
| Paul Nethe                     | 14. November 1901 bis 23. April 1904                  |
| Magnus Birnbaum                | 24. April 1904 bis 12. Februar 1906                   |
| Max von Eberstein              | 13. Februar 1906 bis 17. November 1907                |
| Berthold Deimling              | 18. November 1907 bis 21. März 1910                   |
| Christian von Ompteda          | 22. März 1910 bis 31. Juli 1910                       |
| Alwin Schmundt                 | 01. August 1910 bis 18. Dezember 1911                 |
| Richard von Bodungen           | 19. Dezember 1911 bis 30. September 1913              |
| Karl Stenger                   | 01. Oktober 1913 bis 26. Oktober 1914                 |
| Otto von Diepenbroick-Grüter   | 27. Oktober 1914 bis 30. April 1917                   |
| Albert von Hahnke              | 01. Mai 1917 bis 17. Februar 1918                     |
| Karl Kuhlmann                  | 18. Februar 1918 bis 18. Februar 1919                 |
| Albert Walther                 | 19. Februar 1919 bis 30. April 1919 (Demobilisierung) |

## Stellvertretende Kommandeure
- Kurt Rudolph: vom 2. August 1914 bis 3. November 1914
- Oberst/Generalmajor Justus Roeder: von 3. November 1914 bis 13. Januar 1917
- Wolf von Wolff: vom 13. Januar 1917 bis 25. Januar 1918
- Generalmajor Arnold Freiherr von Hammerstein-Equord: ab 25. Januar 1918